# 4 brumaire
4 vendémiaire 4 frimaire
Le quartidi 4 brumaire, officiellement dénommé jour de la betterave, est le 34e jour de l'année du calendrier républicain.
C'était généralement le 25e jour du mois d'octobre dans le calendrier grégorien.

## Événements
- An IV : 26 octobre 1795
  - Début du Directoire